# Lobelia psilostoma
Lobelia psilostoma är en klockväxtart som beskrevs av Franz Elfried Wimmer. Lobelia psilostoma ingår i släktet lobelior, och familjen klockväxter. Inga underarter finns listade i Catalogue of Life.